# Arlene Clemesha
 Arlene Elizabeth Clemesha  (Guaratinguetá, 18 de diciembre de 1972) es una historiadora brasileña, profesora de Historia Árabe del Departamento de Letras Orientales de la Facultad de Filosofía, Letras y Humanidades de la USP. Es también la actual directora del Centro de Estudios Árabes de esa universidad.
Magíster y doctora en historia, llevó adelante invesigaciones sobre la cuestión judía y la historia de la Palestina moderna. Es autora de libros y numerosos artículos relacionados al tema, publicados dentro y fuera de Brasil. Se destacan entre ellos: Marxismo e Judaísmo (1998), Palestina 1948-2008. 60 Anos de Desenraizamento e Desapropriação (2008), Edward Said: uma herança árabe internacionalista (2005), A imigração árabe no Brasil (2010), Uma educação para preservar a identidade palestina (2006), Mandato Britânico na Palestina (2002) y A questão israelo-palestina (2002).